# Amritodus atkinsoni
Amritodus atkinsoni är en insektsart som beskrevs av Lethierry 1889. Amritodus atkinsoni ingår i släktet Amritodus och familjen dvärgstritar. Inga underarter finns listade i Catalogue of Life.